# Coconino County
Coconino County ist ein County im Norden des Bundesstaates Arizona der Vereinigten Staaten. Bei der Volkszählung im Jahr 2020 hatte das County 145.101 Einwohner. Der Sitz der Countyverwaltung (County Seat) ist in Flagstaff.

## Geographie
Das County liegt im Norden von Arizona und grenzt im Norden an Utah. Es wird vom Colorado River durchflossen. Der Teil des Countys nördlich des Colorados gehört zum Arizona Strip.
Coconino County misst 48.332 Quadratkilometer, davon 113 Quadratkilometer Wasserfläche. Damit ist es das größte County Arizonas und das zweitgrößte der Vereinigten Staaten.
Im County liegen ein Teil der Navajo-Nation-Reservation und des Grand-Canyon-Nationalparks sowie der Kaibab National Forest mit dem Berg Red Butte, der bei den Havasupai-Indianern eine heilige Stätte ist.
Seit 1959 betreibt das Lowell-Observatorium eine Außenstelle namens Anderson Mesa Station (IAU Code 688) in Coconino County.
Das County wird vom Office of Management and Budget zu statistischen Zwecken als Flagstaff, AZ Metropolitan Statistical Area geführt.

## Geschichte
Das County wurde am 19. Februar 1891 gegründet. Der Name kommt aus der Sprache der Hopi und ist die abgewandelte Form der beleidigenden Bezeichnung für ihre benachbarten Stämme. Andere Übersetzungen verweisen auf Wasser.

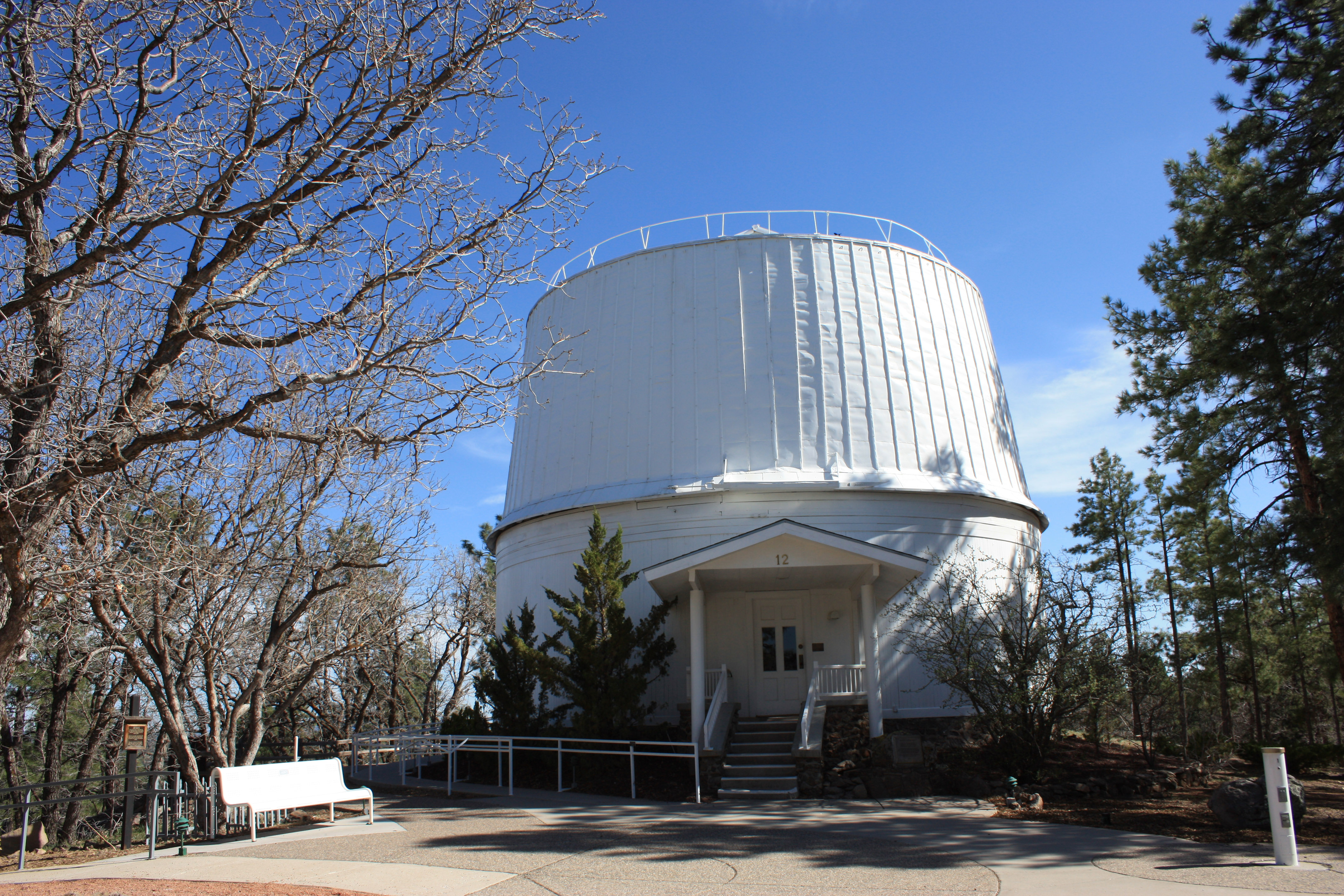
Das Lowell-Observatorium hat seit Dezember 1965 den Status einer National Historic Landmark.

155 Bauwerke, Stätten und historische Bezirke (Historic Districts) des Countys sind im National Register of Historic Places („Nationales Verzeichnis historischer Orte“; NRHP) eingetragen (Stand 3. Februar 2022),  darunter haben die Grand Canyon Lodge, der Grand Canyon Village Historic District, das Lowell-Observatorium und acht weitere Objekte den Status von National Historic Landmarks („Nationales historisches Wahrzeichen“). Daneben gibt es vier Schutzgebiete im Range eines National Monuments im County.

## Demografische Daten

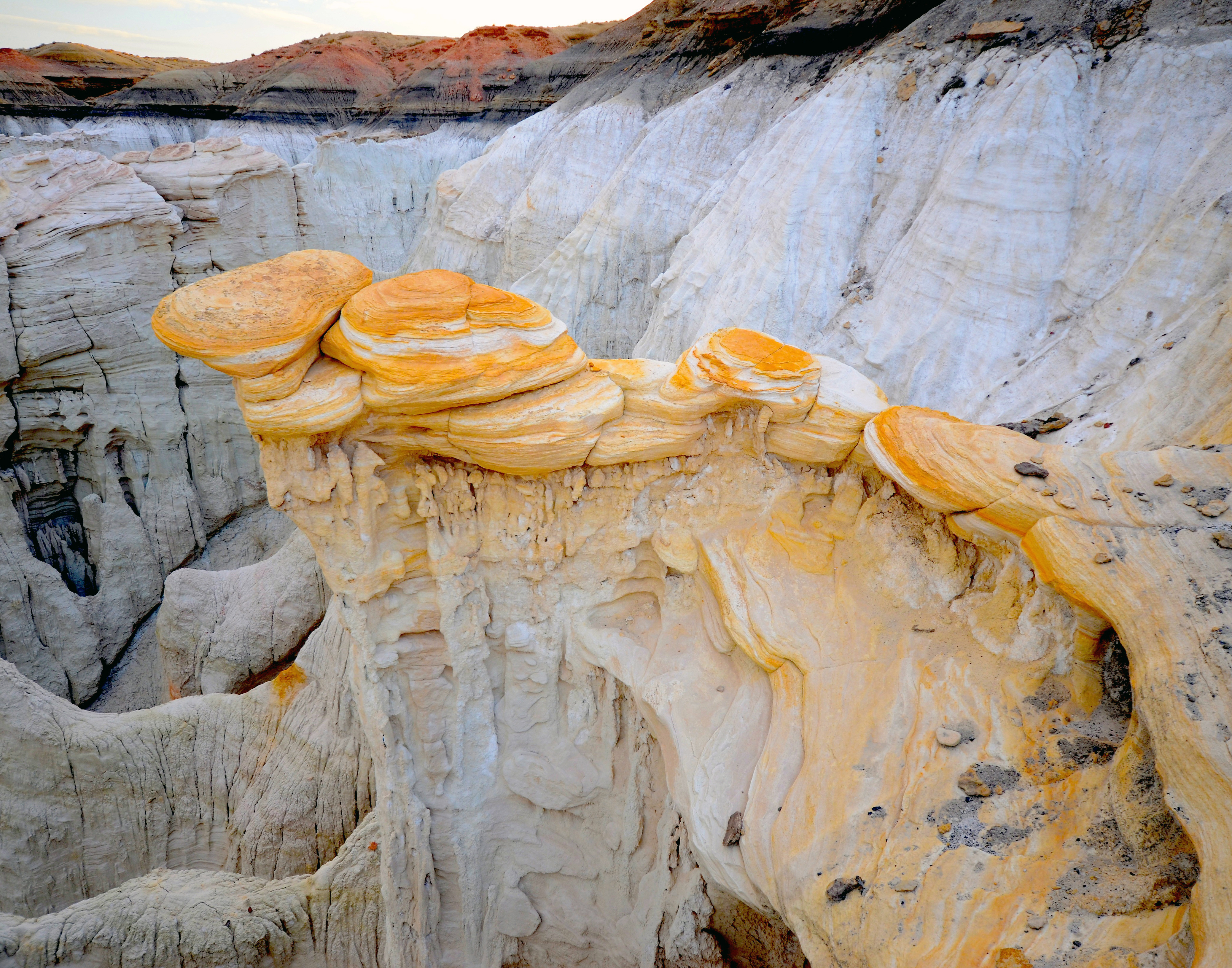
Der Hahonogeh Canyon

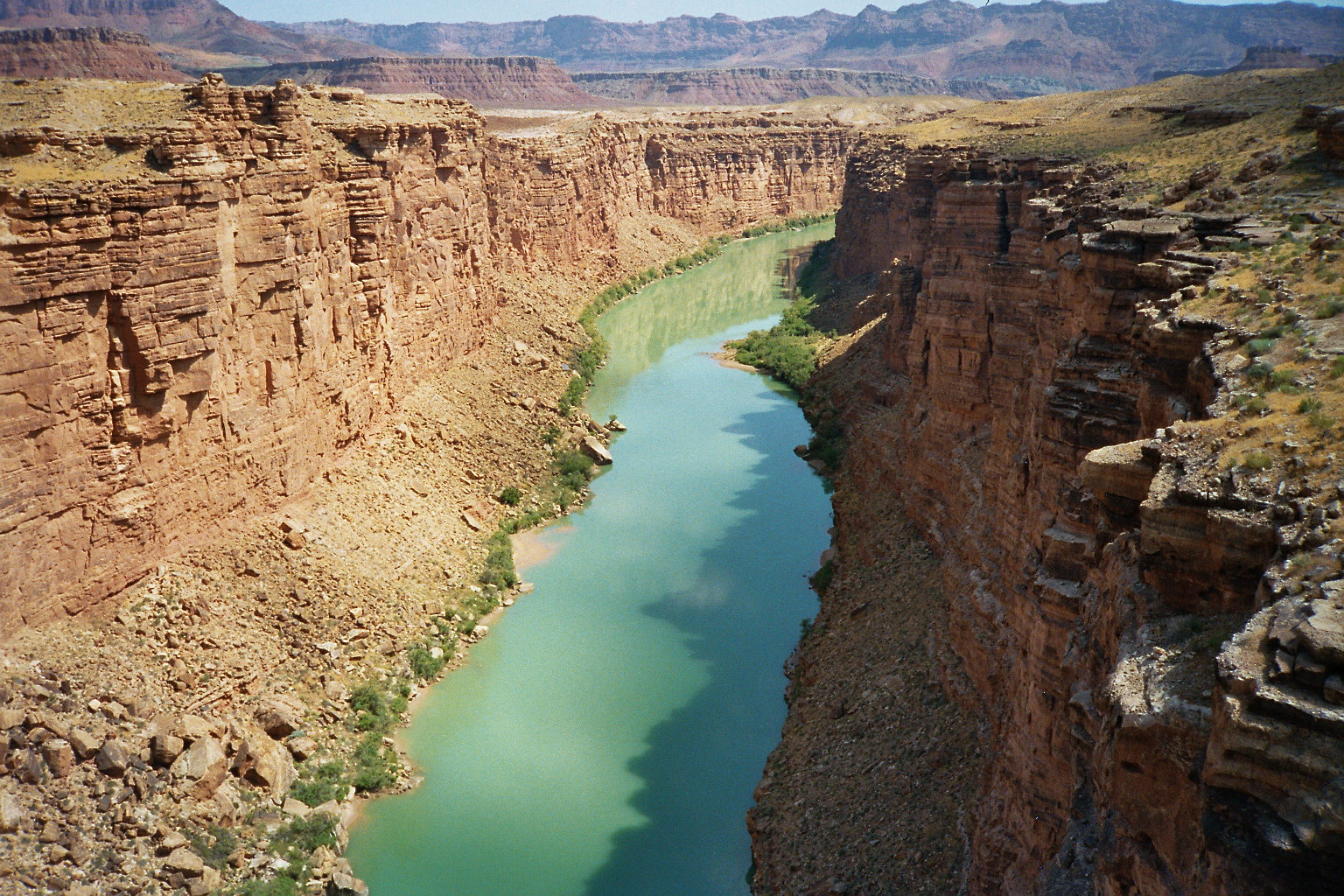
Der Paria River im Paria Canyon

Nach der Volkszählung im Jahr 2000 lebten im Coconino County 116.320 Menschen. Es gab 40.448 Haushalte und 26.938 Familien. Die Bevölkerungsdichte betrug 2 Einwohner pro Quadratkilometer. Ethnisch betrachtet setzte sich die Bevölkerung zusammen aus 63,09 % Weißen, 1,04 % Afroamerikanern, 28,51 % amerikanischen Ureinwohnern, 0,78 % Asiaten, 0,09 % Bewohnern aus dem pazifischen Inselraum und 4,13 % aus anderen ethnischen Gruppen; 2,36 % stammten von zwei oder mehr ethnischen Gruppen ab. 10,94 % Prozent der Bevölkerung waren spanischer oder lateinamerikanischer Abstammung.
Von den 40.448 Haushalten hatten 34,90 % Prozent Kinder und Jugendliche unter 18 Jahre, die bei ihnen lebten. 49,70 % Prozent waren verheiratete, zusammenlebende Paare, 12,20 % Prozent waren allein erziehende Mütter, 33,40 % Prozent waren keine Familien. 22,10 % waren Singlehaushalte und in 4,50 % lebten Menschen im Alter von 65 Jahren oder darüber. Die Durchschnittshaushaltsgröße betrug 2,80 und die durchschnittliche Familiengröße lag bei 3,36 Personen.
Auf das gesamte County bezogen setzte sich die Bevölkerung zusammen aus 28,70 % Einwohnern unter 18 Jahren, 14,40 % zwischen 18 und 24 Jahren, 29,20 % zwischen 25 und 44 Jahren, 20,70 % zwischen 45 und 64 Jahren und 7,00 % waren 65 Jahre alt oder darüber. Das Durchschnittsalter betrug 30 Jahre. Auf 100 weibliche Personen kamen 99,70 männliche Personen, auf 100 Frauen im Alter ab 18 Jahren kamen statistisch 97,20 Männer.
Das jährliche Durchschnittseinkommen eines Haushalts betrug 38.256 USD, das Durchschnittseinkommen der Familien betrug 45.873 USD. Männer hatten ein Durchschnittseinkommen von 32.226 USD, Frauen 25.055 USD. Das Prokopfeinkommen betrug 17.139 USD. 18,20 % der Bevölkerung und 13,10 % der Familien lebten unterhalb der Armutsgrenze. 22,30 % davon sind unter 18 Jahre und 13,30 % sind 65 Jahre oder älter.

## Orte im Coconino County
Im Coconino County liegen sechs Gemeinden, davon vier Cities und zwei Towns. Zu Statistikzwecken führt das U.S. Census Bureau 20 Census-designated places, die dem County unterstellt sind und keine Selbstverwaltung besitzen. Diese sind wie die Unincorporated Communities gemeindefreies Gebiet.
| Cities - Flagstaff - Page - Sedona 1 - Williams | Towns - Fredonia - Tusayan |

Census-designated places
| - Bitter Springs - Cameron - Doney Park - Fort Valley - Grand Canyon Village | - Kachina Village - Kaibab 2 - Kaibito - Lechee - Leupp | - Moenkopi - Mountainaire - Munds Park - Parks - Supai | - Tolani Lake - Tonalea - Tuba City - Valle - Winslow West 3 |

andere Unincorporated Communities
| - Bellemont - Big Springs - Bootlegger Crossing - Forest Lakes - Gray Mountain | - Happy Jack - Jacob Lake - Marble Canyon - Mule Crossing - North Rim | - Rare Metals - Robbers Roost - Ryan - Tin House - Winona |

## Schutzgebiete
| - Glen Canyon National Recreation Area (partiell) - Grand Canyon National Park (partiell) - Riordan Mansion State Historic Park - Slide Rock State Park | - Sunset Crater Volcano National Monument - Vermilion Cliffs National Monument - Walnut Canyon National Monument - Wupatki National Monument |

## Sonstiges
Der Asteroid des inneren Hauptgürtels (2939) Coconino ist nach dem Coconino County benannt. In einem fiktiven Coconino County spielt George Herrimans Comicstrip Krazy Kat.